# Инсар (река)
Инса́р (эрз. Инесаро, эрз. Инзара) — река в России, правый приток реки Алатырь, крупнейший приток этой реки. Протекает по территории Мордовии. Длина — 168 км, площадь водосборного бассейна — 3860 км².
Питание преимущественно снеговое. Весеннее половодье с максимумом в апреле; летом низкая межень. Средний расход у Саранска 7,71 м³/с. Замерзает в ноябре, вскрывается в апреле. Не судоходен.
На Инсаре расположены города Рузаевка, Саранск. Город Инсар не находится на реке Инсар.

## Этимология
Название реки Инсар имеет финно-угорское происхождение и восходит к мордовским словам: ине — «большой» и сар — «ответвление, приток». По названию реки был назван одноимённый город Инсар.

## География

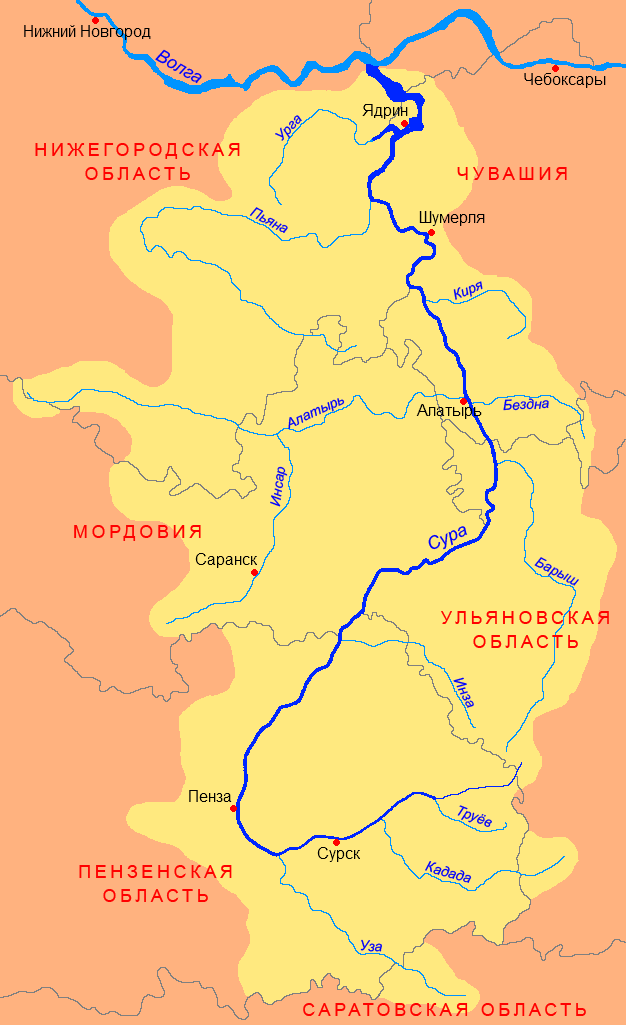
Бассейн Суры

Инсар начинается около деревни Александровка Инсарского района Мордовии. Далее течёт по территориям Рузаевского района, города Саранска, Лямбирского, Ромодановского и Ичалковского районов Мордовии. От истока течёт в общем направлении север-восток-восток, протекает через село Болдово (по обоим берегам), затем принимает левый приток Муромку. Далее по левому берегу село Нижняя Муравьёвка, затем приток Картлей и деревня Макаровка (Рузаевский район), по правому берегу — село Инсар-Акшино, деревни Старый Усад, Трускляй и Красное Сельцо. В Рузаевке в Инсар впадают крупный левый приток Пишля и правый Шебдас, далее река поворачивает на северо-восток.
Ниже Рузаевки вдоль реки до устья и далее проложена железнодорожная ветка Рузаевка — Саранск — Красный Узел — Алатырь — Канаш. Дорога переходит с одного берега реки на другой: левый между Рузаевкой и Саранском, правый от Саранска до Ромоданово, затем снова левый от Ромоданово до устья Инсара.
Ниже Рузаевки по левому берегу Инсара находятся посёлки Красный Клин, Надеждинка и Новые Полянки, по правому — Зыково и село Монастырское. Около Монастырского Инсар принимает правый приток Карнай и левый Левжа. Далее по левому берегу реки расположены посёлки городского типа Ялга и Николаевка, по правому — село Пушкино. Инсар протекает через Саранск, разделяя центр (левый берег) и микрорайоны Посоп и Заречный. В Саранске в Инсар слева впадает река Саранка, справа — Тавла.
Ниже Саранска Инсар течёт в общем направлении на север. По левому берегу Инсара расположены населённые пункты Александровка, Красный Дол, Хаджи и Суркино, по правому — Большая Елховка, Малая Елховка, Шувалово и Кривозерье. В Суркино слева впадает река Лямбирка. Ниже устья Лямбирки по левому берегу населённые пункты Кавторовка, Анненково, Малая Чуфаровка, Ромоданово, Каменка, Константиновка, Пушкино, по правому — Алтары, Красный Узел, Ивановка, Заречный. За посёлком Ромодановского махоркосовхоза Инсар принимает слева свой крупнейший приток — Большую Атьму. Ниже устья по правому берегу село Лада, по левому — Инсаровка, за ней слева впадает река Ладка. Ниже по левому берегу населённые пункты Октябрьский, Атманка и Языково, по правому — Песочный, затем в Инсар впадает правый приток Иссера. Ещё ниже по правому берегу деревня Варваровка, по левому — сёла Оброчное и Баево. Напротив Баево в Инсар впадает правый приток Кондарша. Ниже Баево Инсар впадает в реку Алатырь напротив посёлка Смольный. Ширина реки у устья около 40 метров.

## Притоки
(указано расстояние от устья)
- 13 км: река Кондарша (пр)
- 16 км: река Иссера (пр)
- 26 км: река Ладка (лв)
- 30 км: река без названия, у с. Лада (пр)
- 33 км: река Большая Атьма (лв)
- 51 км: река Аморда (пр)
- 62 км: река Салминка (лв)
- 66 км: река Ришлейка (лв)
- 73 км: река Лямбирка (лв)
- 81 км: ручей Мельчарка (руч. Мочилище) (пр)
- 85 км: река Пензятка (лв)
- река Саранка (лв)
- 100 км: река Тавла (пр)
- 117 км: река Левжа (лв)
- 118 км: река Карнай (пр)
- 126 км: река Ускляй (пр)
- 134 км: ручей Шебдас (пр)
- 135 км: река Пишля (лв)
- 147 км: река без названия, у с. Пушкинские Выселки (лв)
- 148 км: река Урляй (пр)
- 151 км: река Картлей (лв)